# بيند
بيند (بالإنجليزية: Bend, Oregon)‏ هي مدينة تقع في مقاطعة دوستشتيس بولاية أوريغون في الولايات المتحدة. تبلغ مساحة هذه المدينة 86.17 (كم²)، وترتفع عن سطح البحر 1104.3 م، بلغ عدد سكانها 76639 نسمة في عام 2010 حسب إحصاء مكتب تعداد الولايات المتحدة.

## التركيبة السكانية
قام مكتب تعداد الولايات المتحدة بتحديد بيانات التركيبة السكانية لبيندفي تعداد الولايات المتحدة. في ما يلي، التركيبة السكانية حسب تعدادي 2000 و2010.

### تعداد عام 2000
بلغ عدد سكان بيند 52,029 نسمة بحسب تعداد عام 2000، وبلغ عدد الأسر 21,062 أسرة وعدد العائلات 13,395 عائلة مقيمة في المدينة. في حين سجلت الكثافة السكانية 1,624.8 نسمة لكل ميل مربع (627.3/كم2). وبلغ عدد الوحدات السكنية 22,507 وحدة بمتوسط كثافة قدره 702.9 نسمة لكل ميل مربع (271.4/كم2).
وتوزع التركيب العرقي للمدينة بنسبة 93.98% من البيض و 0.79% من الأمريكيين الأصليين و 1.00% من الأمريكيين ذوي الأصول الآسيوية و 0.08% من سكان جزر المحيط الهادئ و 0.28% من الأمريكيين الأفارقة و 1.75% من الأعراق الأخرى و 2.12% من عرقين مختلطين أو أكثر.
```
وبلغت نسبة 
الأزواج
 القاطنين مع بعضهم البعض 50.2% من أصل المجموع الكلي للأسر، ونسبة 9.7% من الأسر كان لديها معيلات من الإناث دون وجود شريك، وكانت نسبة 36.4% من غير العائلات.
```

بلغ العمر الوسطي للسكان 35 عاماً. وكانت نسبة 10.2% بين الثامنة عشر والأربعة وعشرون عاماً، ونسبة 31.1% كانت واقعةً في الفئة العمرية ما بين الخامسة والعشرون حتى والأربعة وأربعون عاماً، ونسبة 21.9% كانت ما بين الخامسة والأربعون حتى الرابعة والستون، ونسبة 12.4% كانت ضمن فئة الخامسة والستون عاماً فما فوق. يوجد لكل 100 أنثى 97.1 ذكر، ويوجد لكل 100 أنثى في الثامنة عشر من عمرها فما فوق 95.6 ذكر.
وكان متوسط دخل الذكور 33,377 دولار مقابل 25,094 دولار للإناث. وسجل دخل الفرد الخاص بالمدينة 21,624 دولار. وكانت نسبة 6.9% من العائلات ونسبة 10.5% من السكان تحت خط الفقر، وكان من هؤلاء نسبة 13.8% تحت سن الثامنة عشر ونسبة 5.8% في الخامسة والستين من العمر وما فوق.

### تعداد عام 2010
بلغ عدد سكان بيند 76,639 نسمة بحسب تعداد عام 2010، وبلغ عدد الأسر 31,790 أسرة وعدد العائلات 19,779 عائلة مقيمة في المدينة. في حين سجلت الكثافة السكانية 2,321.7 نسمة لكل ميل مربع (896.4/كم2). وبلغ عدد الوحدات السكنية 36,110 وحدة بمتوسط كثافة قدره 1,093.9 لكل ميل مربع (422.4/كم2).
وتوزع التركيب العرقي للمدينة بنسبة 91.3% من البيض و 0.8% من الأمريكيين الأصليين و 1.2% من الأمريكيين ذوي الأصول الآسيوية و 0.1% من سكان جزر المحيط الهادئ و 0.5% من الأمريكيين الأفارقة و 2.6% من عرقين مختلطين أو أكثر.
بلغ عدد الأسر 31,790 أسرة كانت نسبة 31.7% منها لديها أطفال تحت سن الثامنة عشر تعيش معهم، وبلغت نسبة الأزواج القاطنين مع بعضهم البعض 47.9% من أصل المجموع الكلي للأسر، ونسبة 9.9% من الأسر كان لديها معيلات من الإناث دون وجود شريك، بينما كانت نسبة 4.4% من الأسر لديها معيلون من الذكور دون وجود شريكة وكانت نسبة 37.8% من غير العائلات. تألفت نسبة 27.1% من أصل جميع الأسر من أفراد ونسبة 9.1% كانوا يعيش معهم شخص وحيد يبلغ من العمر 65 عاماً فما فوق. وبلغ متوسط حجم الأسرة المعيشية 2.91، أما متوسط حجم العائلات فبلغ 2.39.
بلغ العمر الوسطي للسكان 36.6 عاماً. وكانت نسبة 23.7% من القاطنين تحت سن الثامنة عشر، وكانت نسبة 8.7% بين الثامنة عشر والأربعة وعشرون عاماً، ونسبة 30% كانت واقعةً في الفئة العمرية ما بين الخامسة والعشرون حتى والأربعة وأربعون عاماً، ونسبة 25.1% كانت ما بين الخامسة والأربعون حتى الرابعة والستون، ونسبة 12.4% كانت ضمن فئة الخامسة والستون عاماً فما فوق. وتوزع التركيب الجنسي للسكان بنسبة 49.0% ذكور و51.0% إناث.

## وصلات خارجية
- www.ci.bend.or.us
- The US50 - Cities and Towns in Oregon State